# Echipa națională de handbal feminin a Australiei
Echipa feminină de handbal a Australiei este echipa națională care reprezintă Australia în competițiile interțări oficiale sau amicale de handbal feminin. Ea este guvernată de Federația Australiană de Handbal (Australian Handball Federation).

## Rezultate

### Rezultate olimpice
| An    | Tur              | Poziție   | J | V | E | Î | GM | GP  | DG  |
| ----- | ---------------- | --------- | - | - | - | - | -- | --- | --- |
| 2000  | Turul preliminar | Locul 10  | 5 | 0 | 0 | 5 | 77 | 163 | −86 |
| Total | 1/11             | 0 titluri | 5 | 0 | 0 | 5 | 77 | 163 | −86 |

### Rezultate la Campionatele Mondiale
| An     | Tur              | Poziție    | J          | V          | E          | Î          | GM         | GP         | DG         |
| ------ | ---------------- | ---------- | ---------- | ---------- | ---------- | ---------- | ---------- | ---------- | ---------- |
| / 1999 | Turul preliminar | Locul 23   | 5          | 0          | 0          | 5          | 75         | 166        | −91        |
| 2003   | Turul preliminar | Locul 23   | 5          | 0          | 0          | 5          | 74         | 178        | −104       |
| 2005   | Turul preliminar | Locul 24   | 5          | 0          | 0          | 5          | 58         | 236        | −182       |
| 2007   | Turul preliminar | Locul 24   | 6          | 0          | 0          | 6          | 66         | 179        | −113       |
| 2009   | Turul preliminar | Locul 24   | 8          | 0          | 0          | 8          | 128        | 373        | −245       |
| 2011   | Turul preliminar | Locul 24   | 7          | 0          | 0          | 7          | 75         | 294        | −219       |
| 2013   | Turul preliminar | Locul 24   | 7          | 0          | 0          | 7          | 115        | 215        | −100       |
| 2019   | Calificată       | Calificată | Calificată | Calificată | Calificată | Calificată | Calificată | Calificată | Calificată |
| Total  | 7/22             | 0 titluri  | 43         | 0          | 0          | 43         | 591        | 1641       | −1050      |

### Rezultate la Campionatele Asiatice
| An    | Tur                   | Poziție   | J | V | E | Î | GM  | GP  | DG |
| ----- | --------------------- | --------- | - | - | - | - | --- | --- | -- |
| 2018  | Meciul pentru locul 5 | Locul 5   | 6 | 4 | 0 | 2 | 160 | 156 | +4 |
| Total | 1/17                  | 0 titluri | 6 | 4 | 0 | 2 | 160 | 156 | +4 |

### Cupa Națiunilor Oceaniei
| An    | Tur    | Poziție  | J  | V  | E | Î | GM  | GP  | DG  |
| ----- | ------ | -------- | -- | -- | - | - | --- | --- | --- |
| 1997  | Finală | Locul 1  | 2  | 2  | 0 | 0 | 48  | 22  | 26  |
| 2005  | Finală | Locul 1  | 2  | 2  | 0 | 0 | 69  | 29  | 40  |
| 2007  | Finală | Locul 1  | 2  | 2  | 0 | 0 | 63  | 29  | 34  |
| 2009  | Finală | Locul 1  | 6  | 6  | 0 | 0 | 171 | 83  | 88  |
| 2011  | Finală | Locul 1  | 2  | 2  | 0 | 0 | 47  | 28  | 19  |
| 2013  | Finală | Locul 1  | 2  | 2  | 0 | 0 | 50  | 35  | 15  |
| 2016  | Finală | Locul 1  | 2  | 2  | 0 | 0 | 57  | 21  | 26  |
| Total | 7/7    | 7 Titles | 16 | 16 | 0 | 0 | 460 | 247 | 203 |

## Echipa
Conform paginii web oficiale a Federației Australiene de Handbal, lotul restrâns al echipei cuprinde 16 jucătoare:
Antrenor principal:  Heba Ali
| Nr. | Post           | Nume                    | Data nașterii (vârsta) | Înălțime | Selecții | Goluri | Echipă                |
| --- | -------------- | ----------------------- | ---------------------- | -------- | -------- | ------ | --------------------- |
| 3   |                | Stephanie Fallah        |                        |          |          |        | UTS Handball Club     |
| 4   | Centru         | Olivia Mowatt           |                        |          |          |        |                       |
| 5   |                | Jessica Fallah          |                        |          |          |        | UTS Handball Club     |
| 6   | Pivot          | Hannah Mouncey          | 21 octombrie 1989      | 1,88 m   | 6        | 23     | Melbourne HC          |
| 8   | Inter stânga   | Sally Potocki           | 11 februarie 1989      | 1,78 m   | 35       | 105    | Bayer 04 Leverkusen   |
| 9   | Extremă        | Camille Loftus          |                        |          |          |        |                       |
| 10  | Extremă        | Nadège Frantz           | 10 iunie 1982          | 1,65 m   |          |        | SHSJ Handball         |
| 11  | Centru         | Emma Guignard (căpitan) | 2 mai 1989             | 1,65 m   | 12       | 11     | Sydney Uni HC         |
| 12  |                | Laura Player            |                        |          |          |        |                       |
| 13  | Portar         | Manon Vernay            | 23 aprilie 1994        | 1,75 m   |          |        | HSV Solingen-Gräfrath |
| 17  | Extremă        | Jessie Wood             |                        |          |          |        |                       |
| 19  | Portar         | Amy Thomas              |                        |          |          |        |                       |
| 21  | Centru         | Manon Livingstone       |                        |          |          |        | Pays de Grasse HB     |
| 22  | Inter          | Heather Cooper          |                        |          |          |        |                       |
| 24  |                | Jessica Cleary          |                        |          |          |        |                       |
| 30  | Extremă stânga | Brianna Keyes           | 30 septembrie 1993     | 1,61 m   |          |        |                       |

### Banca tehnică și conducerea administrativă
Conform paginii web oficiale a Federației Australiene de Handbal:
| Naționalitate | Nume          | Post               |
| ------------- | ------------- | ------------------ |
| Egipt         | Heba Ali      | Antrenor principal |
| Coreea de Sud | Yuri Lee      | Fizioterapeut      |
| Australia     | Anthony Keyes | Manager de echipă  |